# Västtysklands och Östtysklands ständiga representationer

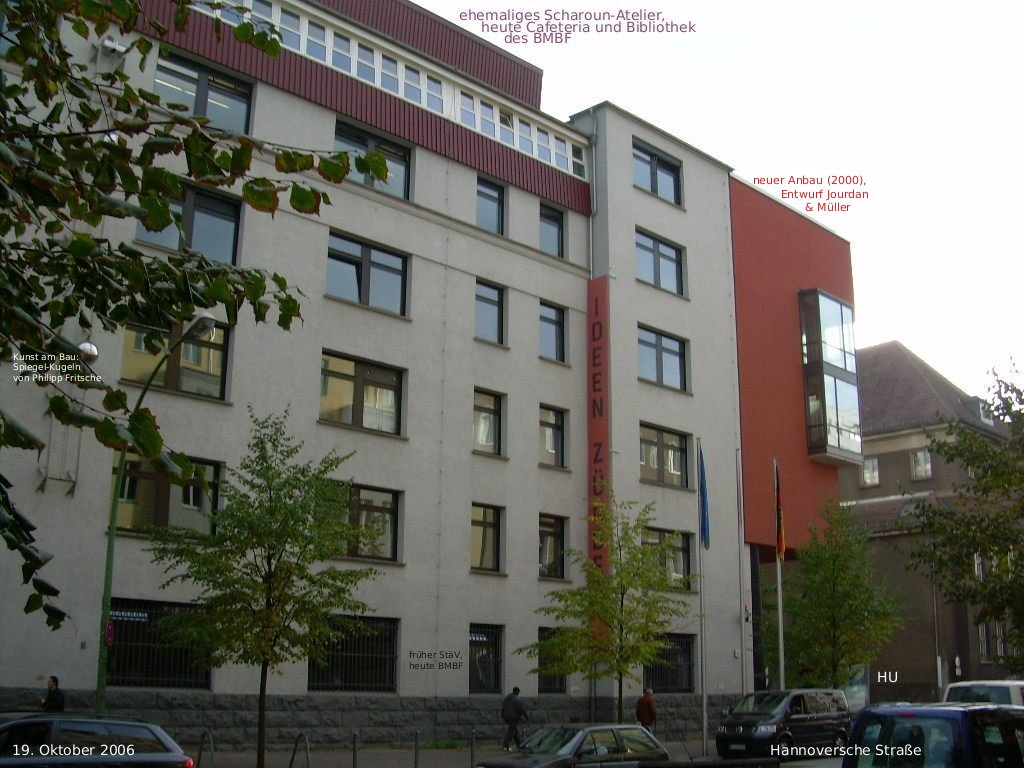
Byggnaden för den ständiga representationen på Hannoversche Strasse i östra Berlin.

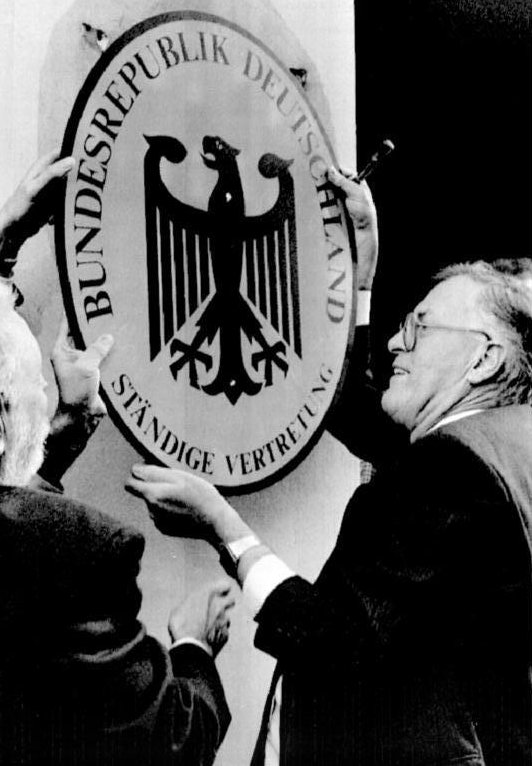
Franz Bertele skruvar 2 oktober 1990 ner skylten för den ständiga representationen i Berlin.

Västtysklands och Östtysklands ständiga representationer (Ständige Vertretungen der Bundesrepublik Deutschland und der Deutschen Demokratischen Republik) upprättades som en följd av grundfördraget mellan förbundsrepubliken och Tyska demokratiska republiken 1972. Legationerna verkade på regeringsnivå och innehade inte fulla diplomatiskt erkännanden.